# Открытый чемпионат Франции по теннису 2021

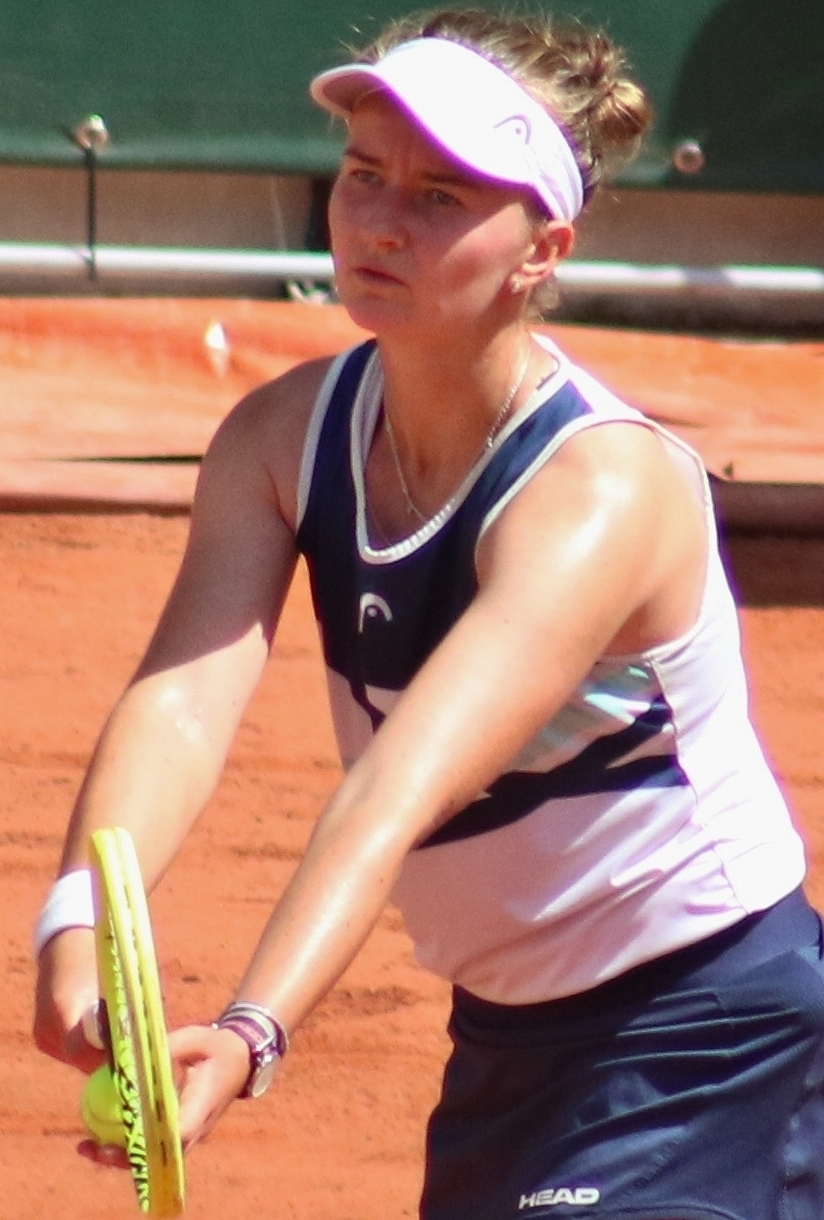
Барбора Крейчикова — победительница одиночного и парного турнира у женщин

Открытый чемпионат Франции 2021 — 120-й розыгрыш ежегодного профессионального теннисного турнира серии Большого шлема, проходящий в столице Франции Париже на кортах местного теннисного центра «Roland Garros». Победители соревнований определяются в девяти разрядах: в пяти — у взрослых и у старших юниоров.
В 2021 году матчи основных сеток прошли с 30 мая по 13 июня. Соревнование традиционно завершало весенний отрезок сезона турниров серии на грунтовом покрытии, а также стало вторым турниром Большого шлема в сезоне 2021 года.

## Общая информация

### Рейтинговые очки и призовые деньги

##### Рейтинговые очки
Ниже представлено распределение рейтинговых очков теннисистов на турнирах Большого шлема.
В связи с отменой большинства теннисных турниров была изменена система начисления рейтинговых очков. Все баллы, заработанные спортсменами на Открытом чемпионате Франции 2019 года, сохранились. При этом теннисисты могут получить дополнительные очки, если превзойдут свои прошлогодние результаты.

#### Взрослые
| Разряд / стадия   | Титул | Финал | Полуфинал | Четвертьфинал | 1/8 финала | 1/16 финала | 1/32 финала | 1/64 финала | Победа в квалификации | Финал квалификации | Второй круг квалификации | Первый круг квалификации |
| Мужской одиночный | 2000  | 1200  | 720       | 360           | 180        | 90          | 45          | 10          | 25                    | 16                 | 8                        | 0                        |
| Мужской парный    | 2000  | 1200  | 720       | 360           | 180        | 90          | 0           | н/д         | н/д                   | н/д                | н/д                      | н/д                      |
| Женский одиночный | 2000  | 1300  | 780       | 430           | 240        | 130         | 70          | 10          | 40                    | 30                 | 20                       | 2                        |
| Женский парный    | 2000  | 1300  | 780       | 430           | 240        | 130         | 10          | н/д         | н/д                   | н/д                | н/д                      | н/д                      |